# Jan Onland

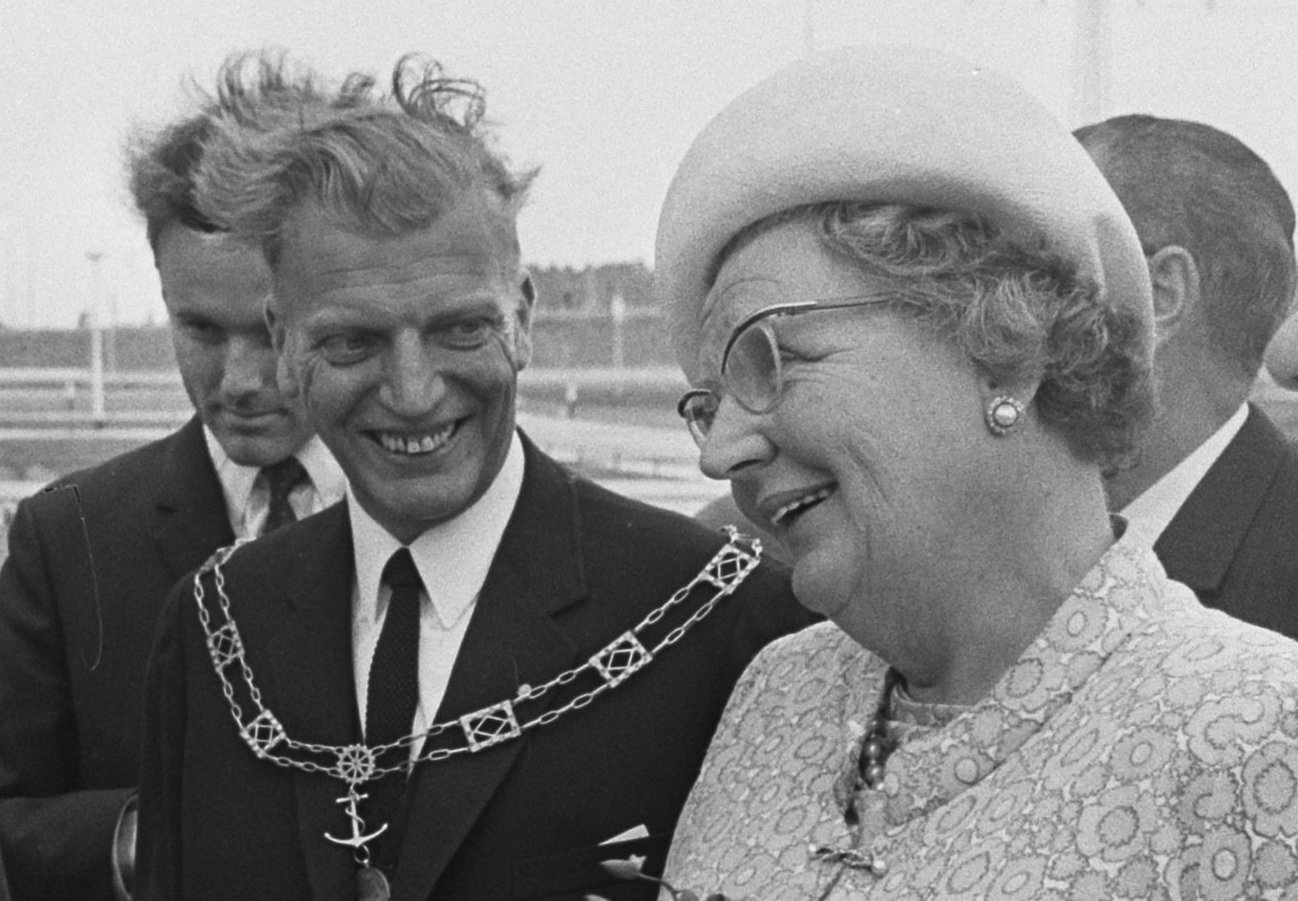
Burgemeester J.C.A.N. Onland met koningin Juliana (1968)

Johannes Christianus Agnes Napoléon (Jan) Onland (Oud-Valkenburg, 2 december 1918 – Bolsward, 29 december 1991) was een Nederlands politicus van de KVP en later het CDA.
Na in 1947 in de rechten te zijn afgestudeerd aan de Rijksuniversiteit Utrecht begon hij zijn loopbaan bij de Bataafse Petroleum Maatschappij in het toenmalig Nederlands-Indië. Na terugkomst in Nederland ging hij eind 1953 werken bij de gemeentesecretarie van Grevenbicht waar hij het bracht tot ambtenaar 1ste klasse. In december 1956 werd Onland benoemd tot burgemeester van Born als opvolger van de enkele maanden eerder overleden burgemeester Hoen. Bij de Limburgse gemeentelijke herindeling van 1 januari 1982 fuseerde Born met (delen van) Obbicht en Papenhoven en Grevenbicht tot een nieuwe gemeente Born waarbij na ruim 25 jaar een einde kwam aan zijn burgemeesterscarrière. Eind 1991 overleed Onland op 73-jarige leeftijd.